# Kragagam
Kragagamen (Chlamydosaurus kingii) är en art i familjen agamer, som lever i norra Australien och den sydliga delen av Nya Guinea.
Ödlan är känd för sin stora hudflik runt nacken. Kragen ligger vanligen nedfälld, men vid parningsuppvaktningen eller när den blir hotad fäller den ut kragen, samtidigt som den spärrar upp sitt gula gap. Detta ska skrämma iväg angripare. Kragagamen är även bekant för att då och då resa sig och springa på bakbenen. Kragagamen väger 500 gram. Den har väldigt små men vassa tänder, som är perfekta när den fångar sitt byte. 
Arten når i genomsnitt en längd av 85 centimeter. Kroppsfärgen är allmänt grågrön och på svansen förekommer flera tvärband samt en mörkgrå spets. Honor är med en vikt av cirka 400 gram tydlig mindre än hanar som väger ungefär 870 gram.
Detta djur är dagaktiv men det vilar även på dagen längre tider på trädstammar eller grenar. Kragagamen är aktivare under regntiden och den föredrar under denna tid mindre träd som viloplatser. Födan utgörs främst av ryggradslösa djur som insekter men ibland har arten små däggdjur som byten. Fortplantningstiden sträcker sig från oktober eller november till februari eller mars (regntid). Efter parningen lägger honan 4 till 13 ägg som kläcks efter ungefär 70 dagar. Nästet är en fördjupning i marken och nästets kanter fodras med gräs och löv.
Kragagamen betraktas som symbol för Australien, där den är det mest kända kräldjuret. De finns avbildade på australiensiska valutan och på frimärken.
Förr i tiden kallades kragagamen för draködla på svenska, men detta är numera förbehållet släktet Draco.